# Brestei

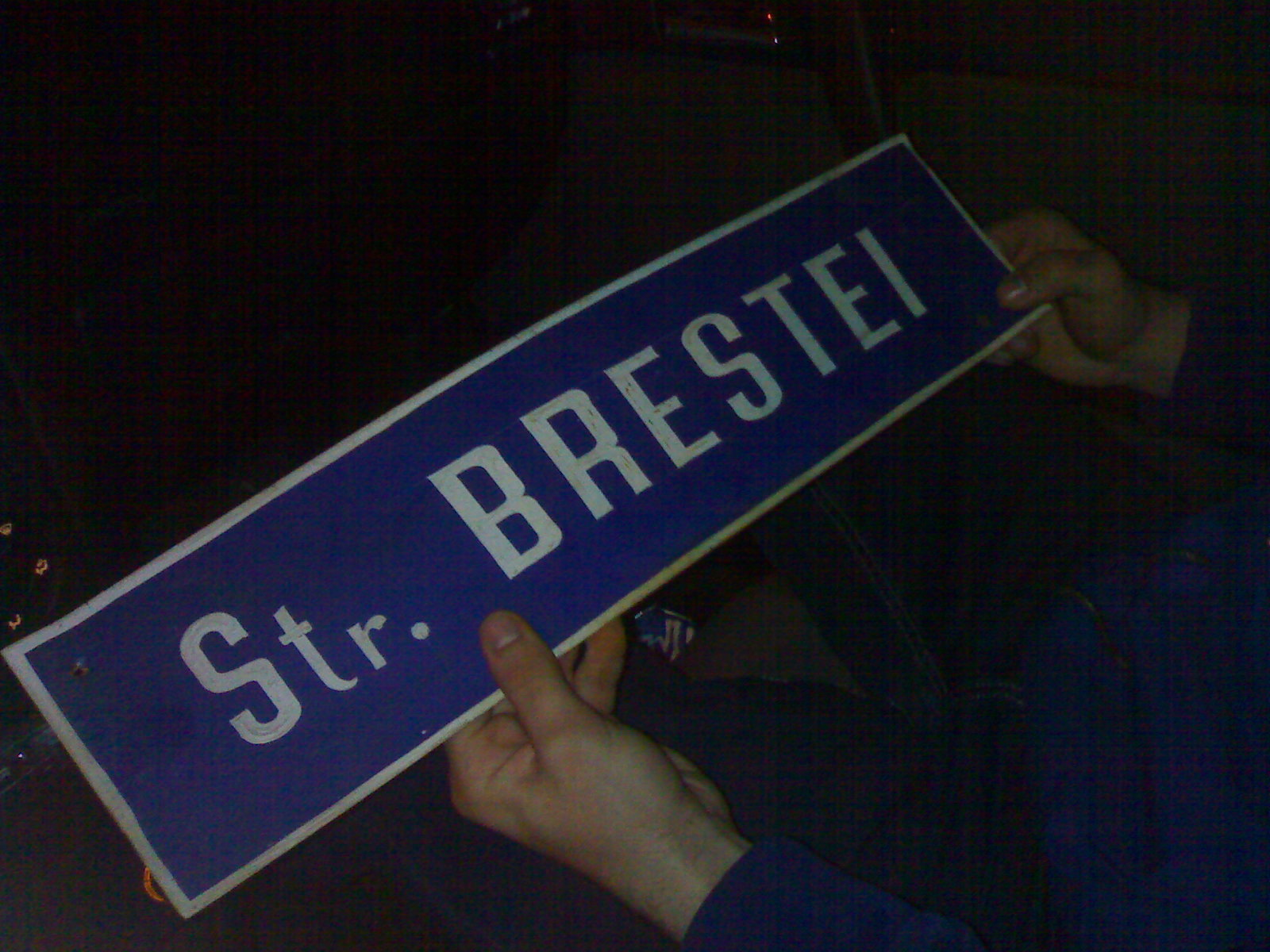
Plăcuță informativă a străzii principale a cartierului Brestei

Brestei este un cartier situat în vestul municipiului Craiova, de-a lungul Străzii Brestei, una dintre arterele principale care leagă centrul orașului de ieșirea spre Filiași. Cartierul este preponderent rezidențial, cu zone mixte de locuințe individuale și blocuri cu regim mic de înălțime.
Infrastructura urbană este parțial modernizată, cartierul beneficiind de acces la rețeaua de canalizare, electricitate și transport public. Strada Brestei este deservită de mai multe linii de autobuz operate de RAT Craiova, iar în ultimii ani autoritățile locale au desfășurat lucrări de reabilitare a carosabilului și a trotuarelor în diferite sectoare ale cartierului.
În apropierea cartierului se află arena de fotbal a echipei FCU Craiova, iar evenimentele sportive și activitățile comunitare organizate periodic contribuie la consolidarea vieții sociale din zonă.